# Ace Rusevski
Ace Rusevski est un boxeur yougoslave né le 30 novembre 1956 à Koumanovo (Macédoine).

## Carrière
Sa carrière amateur est principalement marquée par une médaille de bronze remportée aux Jeux olympiques de Montréal en 1976 en poids légers.

### Jeux olympiques
- Médaille de bronze en -60 kg aux Jeux de 1976 à Montréal

## Référence
1. ↑  (en) Résultats des Jeux olympiques 1976 (amateur-boxing.strefa.pl)